# 钟绍军
钟绍军（1968年10月19日—），浙江衢州开化人，中国人民解放军中将。曾任中央军委办公厅主任兼中央军委主席办公室主任、中央军委改革和编制办公室主任、中央军委深化国防和军队改革领导小组办公室主任，中国人民解放军选举委员会委员，是习近平在军方的“幕僚长”。中共第二十届中央委员。
因习近平在浙江省擔任主要領導期間開始，就已在習近平手下工作，被外界廣泛認為习近平派系之江新軍主要成員之一。

## 生平
1990年杭州大学计算机系计算机应用专业本科毕业，获学士学位；1999年浙江大学硕士研究生毕业，获应用心理学硕士学位。
钟绍军是习近平在浙江、上海、中央工作时期的长期贴身大秘，曾任中共浙江省委组织部副部长，2007年调任中共上海市委办公厅副主任。习近平当选中央政治局常委后，钟绍军也随同进入中央，并兼任中共中央办公厅调研室政治组组长。2013年6月，空降中央军委办公厅任副主任兼中央军委主席办公室主任，被授予大校军衔。至迟于2016年7月，晋升少将军衔。2017年8月，出任中央军委办公厅主任。2019年12月，晋升中将军衔。至迟于2024年3月，卸任中央军委办公厅主任、中央军委主席办公室主任职务。至迟于2024年10月在国防大学任副战区级职务。
钟绍军被选为中国共产党第十九次全国代表大会代表、主席团成员，第十三届全国人民代表大会中国人民解放军代表。